# Ricardo Rocha (periodista)
Ricardo Rocha Reynaga (Ciudad de México, 20 de febrero de 1950-4 de junio de 2023) fue un periodista, conductor y columnista de opinión mexicano. Fue uno de los periodistas más reconocidos e influyentes en México.

## Biografía
Ricardo Rocha Reynaga nació el 20 de febrero de 1950, en la Ciudad de México. Su madre era costurera y su padre zapatero. Creció en una familia de seis integrantes, con tres hermanas mayores. Casi toda su infancia transcurrió en el barrio de Tepito, en la calle Peluqueros.

### Estudios
Realizó estudios de administración de empresas en la Universidad Nacional Autónoma de México en 1968, sin embargo, no se dedicó a esa profesión. Durante su época estudiantil se acercó al movimiento estudiantil y también a la Masacre de Tlatelolco.

### Carrera en los medios de comunicación
Rocha comenzó su carrera haciendo prácticas en el Canal 8 de la Televisión Independiente de México en 1975. En 1977, convenció a Emilio Azcárraga Milmo de realizar proyectos televisivos, especialmente culturales. También condujo Panorama detrás de la noticia, en radio, en el Grupo ACIR.
En 1983 inició el programa En vivo para Canal 2 de Televisa, dicha emisión culminó en 1996, a la par también surge Para Gente Grande, conducido junto a Adela Micha, transmitido los sábados.
En 1997 tuvo un cargo ejecutivo en la división de radio de Televisa, denominada Radiópolis, ayudando a incrementar el rating de las estaciones.
Dejó Televisa, y en 2001, se unió a TV Azteca, en el programa de noticias Reporte 13. En 2005, comenzó la conducción de Animal Nocturno, también para TV Azteca, junto a Patricia Llaca, esta emisión culmina hasta mediados de 2015.
En 2015 fue comisionado como director del canal de televisión de la Asamblea Legislativa del Distrito Federal, con la cual inició Ciudad TV.
Su programa Detrás de la Noticia, se transmitía por Radio Fórmula.

### Carrera periodística
Ricardo Rocha cubrió como reportero la Revolución Sandinista, en Nicaragua, en 1977. Habría recibido un premio nacional de periodismo por este trabajo.
En la década de 1990, hizo reportajes que se transmitieron por televisión, como el de la matanza de Aguas Blancas, los indígenas desplazados de Chiapas y también sobre los indígenas en la región de Acteal.
Antes de iniciar la marcha zapatista, en 1994, entrevistó al subcomandante Marcos. Tres años después entrevistó a Ernesto Zedillo, presidente de México en ese entonces.
En 1999 entrevistó a distintos personajes políticos de México, como a Roberto Madrazo Pintado y Víctor Lichtinger.
En 2001 comenzó a ser columnista de opinión en el periódico El Universal, con su columna titulada «Detrás de la Noticia».

## Fallecimiento
Falleció el 4 de junio de 2023. Su hijo, Jorge Armando Rocha, anunció en un comunicado en Twitter, sobre la muerte de su padre, colocando el texto: "Papá abre tus alas, fuiste bueno, un hombre muy digno con los mejores valores. Abriste brecha cuando el sistema lo tenía controlado." El presidente de México, Andrés Manuel López Obrador, envió un mensaje de condolencias, así como otros funcionarios y personajes de los medios de comunicación.

## Premios y condecoraciones
- 1984 - Premio Nacional de Periodismo en la categoría de entrevista de televisión, con Televisa[15]
- 2009 - Busto en el Jardín de los Periodistas, Ciudad de México[3]

## Publicaciones

### Libros
- Yo, corresponsal de guerra (coautor), 1982[16]
- Conversaciones para gente grande, Aguilar, 1993[17][16]

### Artículos
- Rocha, Ricardo (14 de noviembre de 2017). «La radio: reto democrático del siglo XXI». Chasqui (59): 8-11.